# Удобненська сільська рада
Удо́бненська сільська́ ра́да — колишня адміністративно-територіальна одиниця та орган місцевого самоврядування в Білгород-Дністровському районі Одеської області. Адміністративний центр — село Удобне.

## Загальні відомості
Удобненська сільська рада утворена в 1967 році.
- Територія ради: 27,707 км²
- Населення ради: 1 947 осіб (станом на 2001 рік)

## Населені пункти
Сільській раді були підпорядковані населені пункти:
- с. Удобне

## Населення
За переписом населення 2001 року в сільській раді мешкало 1937 осіб.

### Мова
Розподіл населення за рідною мовою за даними перепису 2001 року:
| Мова       | Відсоток |
| ---------- | -------- |
| українська | 91,88 %  |
| молдовська | 4,73 %   |
| російська  | 3,03 %   |
| білоруська | 0,1 %    |
| болгарська | 0,05 %   |
| вірменська | 0,05 %   |
| гагаузька  | 0,05 %   |
| румунська  | 0,05 %   |

## Склад ради
Рада складається з 16 депутатів та голови.
- Голова ради:
- Секретар ради: Яценко Антоніна Михайлівна

### Керівний склад попередніх скликань
| Прізвище, ім'я, по батькові | Основні відомості                                    | Дата обрання | Дата звільнення |
| --------------------------- | ---------------------------------------------------- | ------------ | --------------- |
| Бабенко Валерій Іванович    | Сільський голова, 1963 року народження, безпартійний | 26.03.2006   | 31.10.2010      |

Примітка: таблиця складена за даними сайту Верховної Ради України

### Депутати
За результатами місцевих виборів 2010 року депутатами ради стали:

#### За суб'єктами висування
| Суб'єкт висування | Кількість обраних депутатів | %  |
| ----------------- | --------------------------- | -- |
| Самовисування     | 12                          | 75 |
| Партія регіонів   | 4                           | 25 |

#### За округами
| № округу        | Прізвище, ім'я, по батькові    | Дата визнання обраним | Освіта             | Партійна приналежність | Відомості про обраного депутата                                     |
| --------------- | ------------------------------ | --------------------- | ------------------ | ---------------------- | ------------------------------------------------------------------- |
| Партія регіонів |                                |                       |                    |                        |                                                                     |
| 3               | Андроніков Анатолій Макарович  | 01.11.2010            | вища               | член Партії регіонів   | сільськогосподарський виробничий кооператив «Батьківщина», бригадир |
| 5               | Яценко Антоніна Михайлівна     | 01.11.2010            | середня спеціальна | член Партії регіонів   | Удобненська загальноосвітня школа, педагог-організатор              |
| 7               | Димитрашко Анатолій Микитович  | 01.11.2010            | середня            | член Партії регіонів   | Удобненська загальноосвітня школа, кочегар                          |
| 8               | Пітченко Анатолій Дмитрович    | 01.11.2010            | середня            | член Партії регіонів   | СП «Батьківщина»                                                    |
| Самовисування   |                                |                       |                    |                        |                                                                     |
| 1               | Білорукав Тетяна Георгіївна    | 01.11.2010            | вища               | позапартійна           | Удобненська сільська рада, секретар                                 |
| 2               | Заволович Сергій Володимирович | 01.11.2010            | вища               | член Партії регіонів   | Удобненська загальноосвітня школа, вчитель                          |
| 4               | Герасименко Михайло Іванович   | 01.11.2010            | середня спеціальна | позапартійний          | ОАО «Одеса. Обленерго», електромонтер                               |
| 6               | Яценко Володимир Олексійович   | 01.11.2010            | середня            | позапартійний          | приватний підприємець                                               |
| 9               | Фоттелєр Олександр Іванович    | 01.11.2010            | середня            | позапартійний          | пожежна частина, пожежник                                           |
| 10              | Кока Валентина Олександрівна   | 01.11.2010            | середня            | позапартійна           | дошкільний навчальний заклад «Перлинка», кухар                      |
| 11              | Бєлоруков Василь Володимирович | 01.11.2010            | середня            | позапартійний          | дошкільний навчальний заклад «Перлинка», кочегар                    |
| 12              | Чеботаренко Ганна Євтодіївна   | 01.11.2010            | вища               | позапартійна           | тимчасово не працює                                                 |
| 13              | Орловська Людмила Василівна    | 01.11.2010            | середня            | позапартійна           | тимчасово не працює                                                 |
| 14              | Бабенко Олександр Іванович     | 01.11.2010            | вища               | позапартійний          | сільськогосподарський виробничий кооператив «Удобне», голова        |
| 15              | Шуляков Віталій Васильович     | 01.11.2010            | вища               | позапартійний          | СМАП, начальник відділу                                             |
| 16              | Пухкан Ілля Зіновійович        | 01.11.2010            | вища               | позапартійний          | дошкільний навчальний заклад «Перлинка», музичний керівник          |